# Kasper Klostergaard
Kasper Klostergaard Larsen (født 22. maj 1983) er en dansk tidligere professionel cykelrytter.
Han startede som rytter for Horsens Amatør Cykelklub og blev efter to flotte juniorår en del af Guld & Marstrand Horsens "Continental Team".
Kasper fik sit store gennembrud i slutningen af 2005, da han kørte på prøve hos Team CSC, hvilket resulterede i en to-årig kontrakt. Han kørte for holdet frem til 2012, hvor han skiftede til Concordia Forsikring Riwal.